# Chen Zhong
Chen Zhong (陈中S, Chén ZhōngP; 22 novembre 1982) è un'ex taekwondoka cinese.

## Carriera
Ha vinto due medaglie d'oro olimpiche nel taekwondo: una alle Olimpiadi di Atene 2000 nella categoria pesi massimi (oltre 67 kg) e una alle Olimpiadi di Atene 2004, anche in questo caso nella categoria pesi massimi (+67 kg).
Ha partecipato anche alle Olimpiadi 2008.
Nelle sue partecipazioni ai campionati mondiali di taekwondo ha conquistato una medaglia d'oro nella categoria +72 kg (2007), una medaglia d'argento nella categoria 72 kg (2001), una medaglia di bronzo nella categoria +72 kg (2003) e un'altra medaglia di bronzo nella categoria 72 kg (1999).
Inoltre ha vinto due World Cup (2001 e 2002) e ha conquistato tre medaglie ai giochi asiatici: una medaglia d'oro nel 2006 nella categoria +72 kg, una medaglia d'argento nel 2002 nella categoria 72 kg ed una medaglia di bronzo nel 1998 nella categoria 67 kg.